# Ǿ
Das Ǿ (kleingeschrieben ǿ) ist ein Buchstabe des lateinischen Schriftsystems. Er besteht aus einem durchgestrichenen O (ein Ø) mit übergesetztem Akut.
Das Ǿ ist im dänischen Alphabet enthalten und wird verwendet, um bestimmte Wörter zu unterscheiden, die sonst identisch geschrieben würden. Dies betrifft beispielsweise die Wörter gǿr (er bellt) und gør (er tut), die ansonsten beide mit Ø geschrieben würden. Da das Ǿ auf der dänischen Tastatur nicht vorhanden ist, wird es jedoch nur selten verwandt.
Im Altnordischen kann der Buchstabe verwandt werden, um den Laut [⁠øː⁠] darzustellen (im Gegensätze zum ø, das für ein kurzes [⁠œ⁠] steht), in dieser Funktion ist allerdings der Buchstabe Œ gebräuchlicher und standardsprachlich.

## Darstellung auf dem Computer
Unicode enthält das Ǿ an den Codepunkten U+01FE (Großbuchstabe) und U+01FF (Kleinbuchstabe).